# Гори Паріма
Го́ри Парі́ма (ісп. Sierra Parima, порт. Serra Parima) — гірський ланцюг, розташований в північній Бразилії (штат Рорайма) і південній Венесуелі. Це один з віддаленних ланцюгів Гвіанського нагір'я, що простягається з північного заходу на підненний схід близько 320 км, відокремлюючи Венесуелу від Бразилії. Його вершини, значною мірою незвідані, досягають висоти 1 500 м над рівнем моря.
Головні водозбори річки Оріноко розташовані на західних схилах ланцюга, а головні водозбори Ріо-Бранку — на східних. Ланцюг з'єднується з горами Пакарайма на північному сході.